# Vályi-Nagy Tibor
Vályi-Nagy Tibor (Debrecen, 1912. március 19. – Siófok, 1969. augusztus 21.) orvos, egyetemi tanár.

## Élete
Vályi-Nagy Frigyes (1877–1932) tábornok és Kocsár Ilona (1891–1971) fiaként született. A debreceni Fazekas Mihály Reálgimnáziumban érettségizett. A debreceni Tisza István Tudományegyetemen vegyész (1930–1932), majd orvostanhallgató volt, orvosdoktori oklevelet szerzett (1938). Közben 1933-tól externista a Kémiai Intézetben, illetve a Gyógyszertani Intézetben. 1938-tól haláláig a debreceni tudományegyetem orvoskarán, illetve az önállóvá vált orvosi egyetemen dolgozott. 1941-ben behívták katonának, 1942-től hivatásos állományú repülőorvos volt. 1944 júliusában méregtan tárgykörből magántanárrá habilitálták. Részt vett a magyar nemzeti ellenállási mozgalomban. 1944 december 14-én a nyilasok letartóztatták. Sopronkőhidára hurcolták, majd 1945. március 29-én többedmagával a német SS gyalogmenetben a mauthauseni, illetve bernaui koncentrációs táborba indította. A deportáltakat csak május 3-án, tehát az európai háború vége előtt néhány nappal szabadították fel az amerikaiak.
Fél éven át a debreceni Hadifogolyátvevő Parancsnokságon orvosszázadosként dolgozott. 1949-től az egyetem Gyógyszertani Intézetének igazgatója, egyetemi tanár, 1960-tól 1963-ig egyidejűleg a Kísérleti Orvostudományi Kutató Intézet antibiotikum-osztályának vezetője volt. Közben több tanulmányúton vett részt (Bécs: 1940–1941; Berlin: 1942–1943; Cambridge: 1948; New York: 1962).
A magyar antibiotikumkutatás egyik kiemelkedő személyisége. Felfedezte a Primycin nevű antibiotikumot. Elsők között foglalkozott a daganatellenes kemoterápiás szerek biokémiai hatásmechanizmusának vizsgálatával. Neves kutatógárdát nevelt. Számos tudományos közleménye jelent meg a hazai és külföldi szaklapokban. Szerencsétlenség következtében a Balatonban vesztette életét.

## Kutatási területe
A magyar antibiotikum-kutatás egyik legjelentősebb személyisége volt. Az ő nevéhez fűződik a primycin felfedezése.

## Művei
- Összes közleményeinek jegyzéke megtalálható a Magyar Tudományos Művek Tárában.

## Emlékezete
- Tiszteletére alapították a Vályi-Nagy Tibor-díjat.